# جيمس ماكسويل (ممثل)
جيمس ماكسويل (بالإنجليزية: James Maxwell)‏ هو كاتب سيناريو ومخرج وممثل أمريكي، ولد في 23 مارس 1929 في الولايات المتحدة، وتوفي في 18 أغسطس 1995 بلندن في المملكة المتحدة.

## وصلات خارجية
- جيمس ماكسويل على موقع IMDb (الإنجليزية)
- جيمس ماكسويل على موقع تيرنر كلاسيك موفيز (الإنجليزية)
- جيمس ماكسويل على موقع أول موفي (الإنجليزية)
- جيمس ماكسويل على موقع قاعدة بيانات الأفلام السويدية (السويدية)
- جيمس ماكسويل على موقع قاعدة بيانات الفيلم (الإنجليزية)
- جيمس ماكسويل على موقع كينوبويسك (الروسية)